# VM i badminton 2007
VM i badminton 2007 var det 16. VM i badminton afholdt af Badminton World Federation. Mesterskabet blev afviklet i Stadium Putra i Kuala Lumpur, Malaysia i perioden 13. - 19. august 2007. Malaysia var VM-værtsland for første gang.

## Medaljevindere
| Række        | Guld                          | Sølv                       | Bronze                      | Bronze                          |
| ------------ | ----------------------------- | -------------------------- | --------------------------- | ------------------------------- |
| Herresingle  | Lin Dan                       | Sony Dwi Kuncoro           | Bao Chunlai                 | Chen Yu                         |
| Damesingle   | Zhu Lin                       | Wang Chen                  | Lu Lan                      | Zhang Ning                      |
| Herredouble  | Markis Kido Hendra Setiawan   | Jung Jae-Sung Lee Yong-Dae | Choong Tan Fook Lee Wan Wah | Shuichi Sakamoto Shintaro Ikeda |
| Damedouble   | Yang Wei Zhang Jiewen         | Gao Ling Huang Sui         | Zhang Yawen Wei Yili        | Kumiko Ogura Reiko Shiota       |
| Mixed double | Nova Widianto Liliyana Natsir | Zheng Bo Gao Ling          | Xie Zhongbo Zhang Yawen     | Flandy Limpele Vita Marissa     |

### Medaljetabel
| Land       | Guld | Sølv | Bronze | Total |
| ---------- | ---- | ---- | ------ | ----- |
| Kina       | 3    | 2    | 6      | 11    |
| Indonesien | 2    | 1    | 1      | 4     |
| Sydkorea   | -    | 1    | -      | 1     |
| Hongkong   | -    | 1    | -      | 1     |
| Japan      | -    | -    | 2      | 2     |
| Malaysia   | -    | -    | 1      | 1     |